# Мария Сапунджиева
Мария Сапунджиева е българска актриса.

## Биография
Родена е във Варна на 6 юни 1969 г. През 1992 г. завършва НАТФИЗ в класа на професор Атанас Илков. Работила е в Първи частен театър „Ла Страда“, в Малък градски театър „Зад канала“. Има множество театрални роли, сред които в пиесите „Урбулешка трагедия“ от Душан Ковачевич, „Голямата магия“ от Едуардо де Филипо, „Таня, Таня“ от Оля Мухина, „Разбойници“ от Фридрих Шилер, „Ромео и Жулиета“ от Уилям Шекспир.
През 2000 г. постъпва в трупата на Народния театър „Иван Вазов“, където по-главните ѝ роли са в постановките „Декамерон или Кръв и страст по Бокачо“ на Александър Морфов, „Призраци в Неапол“ от Едуардо де Филипо, „Дядо Коледа е боклук“ и „Омайна нощ“ от Жозиан Баласко, „Жените на Джейк“ от Нийл Саймън, „Месец на село“ от Иван Тургенев, „Да си вземеш жена от село“ от Уилям Уичърли, „Домът на Бернарда Алба“ от Федерико Гарсия Лорка, „Юн Габриел Боркман“ от Хенрик Ибсен, „Иванов“ от Антон Чехов. Играе на сцената на Театър 199. Изпълнява главната роля в спектакъла „Вечерен акт“ по Чехов, реж. Съни Сънински и партнира на Тончо Токмакчиев в авторската постановка „Вересии“.
От 2008 г. се занимава и с преподавателска дейност – като художествен ръководител в младежките школи на Актьорски школи МОНТФИЗ.
Популярна е и от участието си в комедийното телевизионно шоу „Клуб НЛО“. През 2010 г. се включва в популярната комедийна поредица „Пълна лудница“ в ролята на Мама Божка – майката-орлица на бездарния, но самовлюбен футболист Жоро Бекъма.

## Награди
- През 1997 г. Сапунджиева получава наградата на Съюза на артистите в България за ролята си в „Таня, Таня“.
- Пред 2001 г. „Аскеер“ за поддържаща женска роля в „Декамерон или Кръв и страст по Бокачо“.
- През 2010 г. печели наградата „Икар“ на Съюза на артистите в България „за главна женска роля“: в представлението „Моли Суини“ от Брайън Фриъл и режисьор Борислав Чакринов, ДТ „Стефан Киров“ – Сливен.
- През 2023 г. печели „Златен Кукерикон“ за водеща женска роля на Мери в постановката „Ревност“ на театрална къща „Вива Арте“.

## Филмография
- Патриархат (7-сер. тв, 2005)
- Пясъчен часовник (тв, 1999) – Леда
- Духът на баща ми (1998) – учителката

## Дублаж
- „Приказките на Братя Грим“ (1995)
- „Котката с шапка“ (2003)